# Sabine Lenkmann
Sabine Lenkmann es una deportista alemana que compitió para la RFA en vela en la clase 470.
Ganó una medalla de oro en el Campeonato Mundial de 470 de 1990 y una medalla de bronce en el Campeonato Europeo de 470 de 1990.

## Palmarés internacional
| \| Campeonato Mundial \| Campeonato Mundial \| Campeonato Mundial \| Campeonato Mundial \| \| Año \| Lugar \| Medalla \| Clase \| \| ------------------ \| -------------------------- \| ------------------ \| ------------------ \| \| 1990 \| Medemblik (Países Bajos) \| Medalla de oro \| 470 \| \| Campeonato Europeo \| \| \| \| \| Año \| Lugar \| Medalla \| Clase \| \| 1990 \| Marina di Carrara (Italia) \| Medalla de bronce \| 470 \| |                            |                   |       |
| Campeonato Mundial |                            |                   |       |
| Año | Lugar                      | Medalla           | Clase |
| 1990 | Medemblik (Países Bajos)   | Medalla de oro    | 470   |
| Campeonato Europeo |                            |                   |       |
| Año | Lugar                      | Medalla           | Clase |
| 1990 | Marina di Carrara (Italia) | Medalla de bronce | 470   |